# Odo von Châteauroux

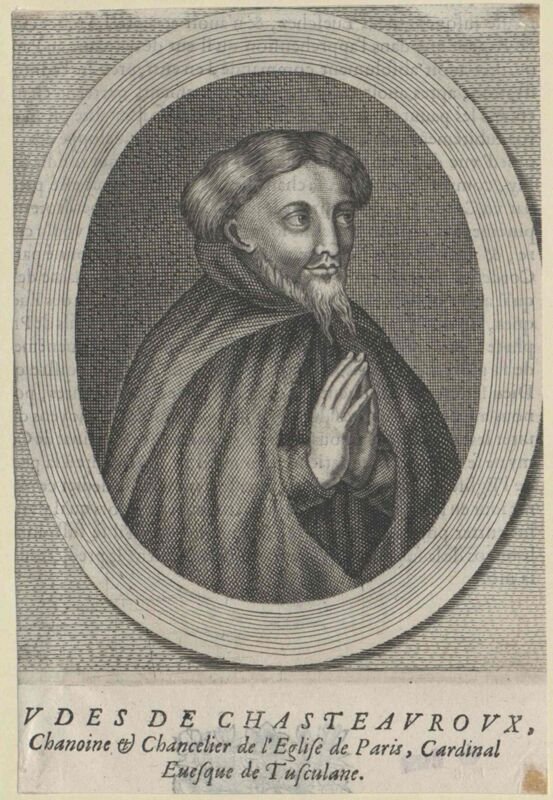
Odo von Châteauroux. Abbildung aus der frühen Neuzeit

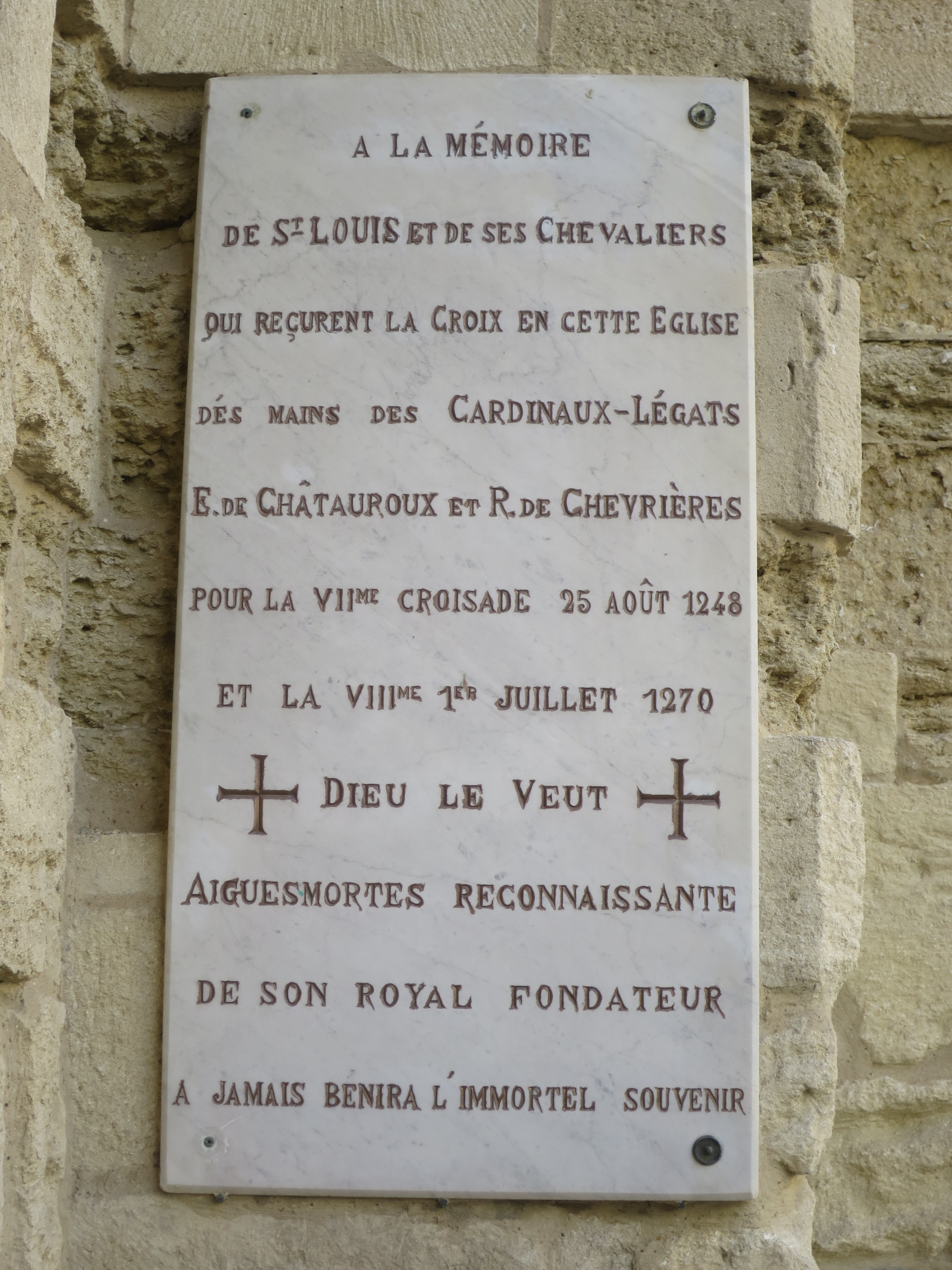
Gedenktafel zur Segnung des 7. Kreuzzuges am Westportal der Kirche Notre-Dame-des-Sablons in Aigues-Mortes durch Odo von Châteauroux

Odo von Châteauroux (franz.: Eudes de Châteauroux; * um 1190 in Châteauroux; † 25. Januar 1273 in Orvieto) war ein französischer Theologe und römisch-katholischer Kardinal.

## Leben
Odo gehörte dem Orden der Franziskaner an und war Kanoniker von Notre-Dame in Paris. Er wurde Magister der Theologie und war von 1238 bis 1244 Kanzler der Universität von Paris. In dieser Funktion machte er die Bekanntschaft König Ludwigs IX. und unterstützte diesen 1240 bei der Verfolgung des Talmud. 1244 wurde Odo von Papst Innozenz IV. zum Kardinalbischof von Frascati und 1245 auf dem Konzil von Lyon zum päpstlichen Legaten für den sechsten Kreuzzug ernannt. Zur Vorbereitung des Kreuzzuges wirkte er in Frankreich als Vermittler im flämischen Erbfolgekrieg der 1246 einstweilen beendet werden konnte. Vom Papst wurde er angewiesen sich beim König für eine Beendigung der Talmudverbrennungen einzusetzen, wogegen er sich aber erfolgreich widersetzte. Am Pfingstfreitag den 12. Juni 1248 übergab Odo in Saint-Denis dem König die Oriflamme und sprach anschließend auf dem Generalkapitel der Franziskaner in Sens, einer der Teilnehmer dort war unter anderem Salimbene von Parma. Danach folgte die Abfahrt von Aigues-Mortes in den Orient.
Nach seiner Rückkehr vom Kreuzzug 1254 verfasste Odo für den Papst einen umfassenden Kreuzzugsbericht, der bis heute keiner wissenschaftlichen Auswertung unterzogen worden ist.

## Werke
- Super Psalterium
- MLXXVII Sermones de tempore et de sanctis et de diversis casibus